# Masters of Formula 3 2011
De RTL GP Masters of Formula 3 2011 is de eenentwintigste editie van de Masters of Formula 3. De race, waarin Formule 3 teams uit verschillende Europese kampioenschappen tegen elkaar uitkomen, werd verreden op 14 augustus 2011 op het Circuit Park Zandvoort. In het voorprogramma van de race gaf Daniel Ricciardo een demonstratie in een NASCAR. Jos Verstappen gaf een demonstratie in een Tyrrell waarmee hij in 1997 uitkwam in de Formule 1.
De race werd gewonnen door Felix Rosenqvist, hij wist als eerste Zweed in de historie van het evenement de overwinning te grijpen. Marco Wittman, de nummer 3 van 2010, eindigde op de tweede positie. De Deen Kevin Magnussen werd derde en bleef hiermee de Nederlander Nigel Melker nipt voor. Polesitter Roberto Merhi werd na de race gediskwalificeerd vanwege zijn betrokkenheid bij de startcrash, waarbij onder andere zijn teamgenoten Daniel Juncadella en Pipo Derani uitvielen.

## Inschrijvingen
| Team              | No | Rijder               | Chassis | Motor      | Kampioenschap        |
| ----------------- | -- | -------------------- | ------- | ---------- | -------------------- |
| Signature Team    | 1  | Marco Wittmann       | Dallara | Volkswagen | Formule 3 Euroseries |
| Signature Team    | 2  | Laurens Vanthoor     | Dallara | Volkswagen | Formule 3 Euroseries |
| Signature Team    | 3  | Daniel Abt           | Dallara | Volkswagen | Formule 3 Euroseries |
| Signature Team    | 4  | Carlos Muñoz         | Dallara | Volkswagen | Formule 3 Euroseries |
| Carlin Motorsport | 6  | Carlos Huertas       | Dallara | Volkswagen | Britse Formule 3     |
| Carlin Motorsport | 7  | Jazeman Jaafar       | Dallara | Volkswagen | Britse Formule 3     |
| Carlin Motorsport | 8  | Kevin Magnussen      | Dallara | Volkswagen | Britse Formule 3     |
| Carlin Motorsport | 9  | Rupert Svendsen-Cook | Dallara | Volkswagen | Britse Formule 3     |
| Prema Powerteam   | 11 | Roberto Merhi        | Dallara | Mercedes   | Formule 3 Euroseries |
| Prema Powerteam   | 12 | Daniel Juncadella    | Dallara | Mercedes   | Formule 3 Euroseries |
| Prema Powerteam   | 14 | Pipo Derani          | Dallara | Mercedes   | Britse Formule 3     |
| Mücke Motorsport  | 15 | Nigel Melker         | Dallara | Mercedes   | Formule 3 Euroseries |
| Mücke Motorsport  | 16 | Felix Rosenqvist     | Dallara | Mercedes   | Formule 3 Euroseries |
| Mücke Motorsport  | 17 | Lucas Foresti        | Dallara | Mercedes   | Britse Formule 3     |
| Motopark Academy  | 18 | Jimmy Eriksson       | Dallara | Volkswagen | Formule 3 Euroseries |
| Motopark Academy  | 19 | Kimiya Sato          | Dallara | Volkswagen | Formule 3 Euroseries |

## Kwalificatie
| Positie | Nr. | Rijder               | Team              | Q1       | Q2       |
| ------- | --- | -------------------- | ----------------- | -------- | -------- |
| 1       | 11  | Roberto Merhi        | Prema Powerteam   | 1:30.750 | 1:48.138 |
| 2       | 12  | Daniel Juncadella    | Prema Powerteam   | 1:30.758 | 1:49.141 |
| 3       | 16  | Felix Rosenqvist     | Mücke Motorsport  | 1:31.055 | 1:49.291 |
| 4       | 1   | Marco Wittmann       | Mücke Motorsport  | 1:31.266 | 1:47.803 |
| 5       | 8   | Kevin Magnussen      | Carlin Motorsport | 1:31.667 | 1:48.648 |
| 6       | 15  | Nigel Melker         | Mücke Motorsport  | 1:31.411 | 1:49.909 |
| 7       | 2   | Laurens Vanthoor     | Signature-Plus    | 1:31.530 | 1:49.972 |
| 8       | 9   | Rupert Svendsen-Cook | Carlin Motorsport | 1:31.599 | 1:51.636 |
| 9       | 3   | Daniel Abt           | Signature         | 1:31.914 | 1:48.723 |
| 10      | 17  | Lucas Foresti        | Mücke Motorsport  | 1:31.933 | 1:48.995 |
| 11      | 14  | Pipo Derani          | Prema Powerteam   | 1:32.096 | 1:51.583 |
| 12      | 7   | Jazeman Jaafar       | Carlin Motorsport | 1:32.123 | 1:52.220 |
| 13      | 4   | Carlos Muñoz         | Signature         | 1:32.315 | 1:49.493 |
| 14      | 18  | Jimmy Eriksson       | Motopark Academy  | 1:32.526 | 1:51.590 |
| 15      | 6   | Carlos Huertas       | Carlin Motorsport | 1:32.529 | 1:53.408 |
| 16      | 19  | Kimiya Sato          | Motopark Academy  | 1:32.125 | 1:51.742 |

## Race
| Positie | Nr. | Rijder               | Team              | Ronden | Tijd/Verschil     | Grid |
| ------- | --- | -------------------- | ----------------- | ------ | ----------------- | ---- |
| 1       | 16  | Felix Rosenqvist     | Mücke Motorsport  | 25     | 42:19.994         | 3    |
| 2       | 1   | Marco Wittmann       | Signature         | 25     | +5.182            | 4    |
| 3       | 10  | Kevin Magnussen      | Carlin Motorsport | 25     | +23.934           | 5    |
| 4       | 15  | Nigel Melker         | Mücke Motorsport  | 25     | +24.507           | 6    |
| 5       | 9   | Rupert Svendsen-Cook | Carlin Motorsport | 25     | +26.170           | 8    |
| 6       | 3   | Daniel Abt           | Signature         | 25     | +27.232           | 9    |
| 7       | 2   | Laurens Vanthoor     | Signature         | 25     | +27.826           | 7    |
| 8       | 17  | Lucas Foresti        | Mücke Motorsport  | 25     | +28.944           | 10   |
| 9       | 18  | Jimmy Eriksson       | Motopark Academy  | 25     | +30.337           | 14   |
| 10      | 7   | Jazeman Jaafar       | Carlin Motorsport | 25     | +40.802           | 12   |
| 11      | 6   | Carlos Huertas       | Carlin Motorsport | 25     | +41.923           | 15   |
| 12      | 19  | Kimiya Sato          | Motopark Academy  | 25     | +48.439           | 16   |
| DNF     | 12  | Daniel Juncadella    | Prema Powerteam   | 0      | Uitgevallen       | 2    |
| DNF     | 14  | Pipo Derani          | Prema Powerteam   | 0      | Uitgevallen       | 11   |
| DNF     | 4   | Carlos Muñoz         | Signature         | 0      | Uitgevallen       | 13   |
| DSQ     | 11  | Roberto Merhi        | Prema Powerteam   | 25     | Gediskwalificeerd | 1    |

| Afkortingen | Afkortingen       |
| ----------- | ----------------- |
| DNF         | Niet gefinisht    |
| DSQ         | Gediskwalificeerd |